# Jablonec (okres Pezinok)
Jablonec je obec na Slovensku v okrese Pezinok. Vesnice leží v nadmořské výšce 146 metrů. Nachází se nedaleko Trnavy, asi osmnáct kilometrů od Pezinku, na samé hranici Bratislavského kraje. V obci žije přibližně 1 000 obyvatel.

## Historie
První písemná zmínka o obci pochází z roku 1342 a je zaznamenána ve sbírce dokumentů Codex diplomaticus Andegavesis.
Do roku 1928 používala obec název Halmeš. Z jejího katastru pocházejí bohaté archeologické nálezy z mladší doby kamenné.